# ひき裂かれた盛装
『ひき裂かれた盛装』（ひきさかれたせいそう、英：The Night Flying ）は、1967年に製作された日本映画。原作は、黒岩重吾の『夜間飛行』。田中徳三監督作品。

## 配役
- 秋原かおり：藤村志保
- 納谷倫子：安田道代
- 佐倉恭：成田三樹夫
- 納谷嘉一：小沢栄太郎
- 伊村昭：小松方正
- 瀬戸進：山下洵一郎
- 花木部長：須賀不二男
- 中山五郎：上野山功一
- 鈴木善太郎：浜村純
- 課長：島田竜三
- レストラン・ムラキの客：伊達三郎
- 男：木村玄
- 牛殺し：橋本力
- めしやのおばはん：近江輝子
- 津川伸子：広村芳子
- 松平京子：清水宏子
- 山瀬花江：大平洋子[2]

## スタッフ
- 美術 : 内藤昭

## その他
監督を務めた田中は、この作品において成田三樹夫が醸し出した、田宮二郎などとは異なるクールさが良かったと、後に回想した。

## 併映作品
- 『砂糖菓子が壊れるとき』: 今井正監督